# لویی‌ویل (نیویورک)
لویی‌ویل (به انگلیسی: Louisville) یک منطقهٔ مسکونی در ایالات متحده آمریکا است که در شهرستان سنت لارنس، نیویورک واقع شده‌است. لویی‌ویل ۱۶۵٫۴۱ کیلومتر مربع مساحت و ۳٬۱۴۵ نفر جمعیت دارد و ۸۱ متر بالاتر از سطح دریا واقع شده‌است.